# Campeonato Mundial de Clubes de voleibol femenino de la FIVB de 2010
El Campeonato Mundial de Clubes de voleibol femenino de la FIVB de 2010 fue la cuarta edición del torneo y primera desde su reanudación. Entre 1995 y 2009 no se había disputado este torneo. El campeón fue el Fenerbahçe de Turquía, subcampeón europeo, que venció en la final al Sollys Osasco de Brasil, campeón sudamericano.

## Equipos participantes
- Fenerbahçe, subcampeón europeo.
- Sollys Osasco, campeón sudamericano.
- Bergamo, campeón europeo.
- Mirador, representante NORCECA.
- Federbrau, representante asiático.
- Kenya Prisons, representante africano.

### Grupos
| Grupo A - Fenerbahçe - Federbrau - Sollys Osasco | Grupo B - Bergamo - Mirador - Kenya Prisons |

## Modo de disputa
El torneo consta de dos etapas. En la primera fase, los seis equipos se dividen en dos grupos de tres integrantes, donde juegan todos contra todos una vez. Al finalizar esta etapa, los dos mejores equipos de cada grupo avanzan a las semifinales, mientras que los restantes equipos dejan de disputar el campeonato.
En la segunda fase se enfrentan los primeros de cada grupo con los segundos del otro grupo, es decir, el primero del grupo A con el segundo del grupo B y el primero del grupo B con el segundo del grupo A. Los ganadores de estos enfrentamientos disputan la final mientras que los perdedores disputan el partido por el tercer puesto.

## Sede
| Doha                                       |
| ------------------------------------------ |
| Al-Gharafa Sports Club Hall                |
| 25°30′00″N 51°15′00″E / 25.50000, 51.25000 |
| Capacidad: 3000                            |

## Primera fase

### Grupo A
| Pos. | Equipo        | Pts | PG | PP | SG | SP | PG  | PP  |
| ---- | ------------- | --- | -- | -- | -- | -- | --- | --- |
| 1.°  | Fenerbahçe    | 6   | 2  | 0  | 6  | 0  | 150 | 117 |
| 2.°  | Sollys Osasco | 3   | 1  | 1  | 3  | 3  | 137 | 142 |
| 3.°  | Federbrau     | 0   | 0  | 2  | 0  | 6  | 128 | 156 |

| Fecha           |            | Res   |               | Set 1 | Set 2 | Set 3 | Set 4 | Set 5 | Total |
| --------------- | ---------- | ----- | ------------- | ----- | ----- | ----- | ----- | ----- | ----- |
| 15 de diciembre | Federbrau  | 0 - 3 | Sollys Osasco | 15-25 | 24-26 | 28-30 | —     | —     | 67-81 |
| 16 de diciembre | Fenerbahçe | 3 - 0 | Sollys Osasco | 25-17 | 25-23 | 25-16 | —     | —     | 75-56 |
| 18 de diciembre | Fenerbahçe | 3 - 0 | Federbrau     | 25-20 | 25-18 | 25-23 | —     | —     | 75-61 |

### Grupo B
| Pos. | Equipo        | Pts | PG | PP | SG | SP | PG  | PP  |
| ---- | ------------- | --- | -- | -- | -- | -- | --- | --- |
| 1.°  | Bergamo       | 6   | 2  | 1  | 6  | 0  | 152 | 103 |
| 2.°  | Mirador       | 3   | 1  | 1  | 3  | 3  | 134 | 125 |
| 3.°  | Kenya Prisons | 0   | 0  | 2  | 0  | 6  | 92  | 150 |

| Fecha           |               | Res   |               | Set 1 | Set 2 | Set 3 | Set 4 | Set 5 | Total |
| --------------- | ------------- | ----- | ------------- | ----- | ----- | ----- | ----- | ----- | ----- |
| 15 de diciembre | Kenya Prisons | 0 - 3 | Mirador       | 20-25 | 11-25 | 17-25 | —     | —     | 48-75 |
| 16 de diciembre | Bergamo       | 3 - 0 | Mirador       | 27-25 | 25-12 | 25-22 | —     | —     | 77-59 |
| 17 de diciembre | Bergamo       | 3 - 0 | Kenya Prisons | 25-15 | 25-13 | 25-16 | —     | —     | 75-44 |

## Segunda fase
|  | Semifinales   | Semifinales   |   |         | Final        | Final |  |
|  |               |               |   |         |              |       |  |
|  |               |               |   |         |              |       |  |
|  |               |               |   |         |              |       |  |
|  | Fenerbahçe    | 3             |   |         |              |       |  |
|  | Mirador       | 0             |   |         |              |       |  |
|  |               |               |   |         |              |       |  |
|  |               |               |   |         |              |       |  |
|  |               |               |   |         | Fenerbahçe   | 3     |  |
|  |               | Sollys Osasco | 0 |         |              |       |  |
|  |               |               |   |         |              |       |  |
|  |               |               |   |         |              |       |  |
|  |               |               |   |         | Tercer lugar |       |  |
|  |               |               |   |         |              |       |  |
|  | Bergamo       | 0             |   | Bergamo | 3            |       |  |
|  | Sollys Osasco | 3             |   |         | Mirador      | 1     |  |

### Semifinales
| Fecha           |            | Res   |               | Set 1 | Set 2 | Set 3 | Set 4 | Set 5 | Total |
| --------------- | ---------- | ----- | ------------- | ----- | ----- | ----- | ----- | ----- | ----- |
| 20 de diciembre | Fenerbahçe | 3 - 0 | Mirador       | 25-21 | 25-18 | 25-18 | —     | —     | 75-57 |
| 20 de diciembre | Bergamo    | 0 - 3 | Sollys Osasco | 22-25 | 20-25 | 21-25 | —     | —     | 63-75 |

### Tercer puesto
| Fecha           |         | Res   |         | Set 1 | Set 2 | Set 3 | Set 4 | Set 5 | Total |
| --------------- | ------- | ----- | ------- | ----- | ----- | ----- | ----- | ----- | ----- |
| 21 de diciembre | Mirador | 1 - 3 | Bergamo | 8-25  | 25-23 | 8-25  | 15-25 | —     | 56-98 |

### Final
| Fecha           |            | Res   |               | Set 1 | Set 2 | Set 3 | Set 4 | Set 5 | Total |
| --------------- | ---------- | ----- | ------------- | ----- | ----- | ----- | ----- | ----- | ----- |
| 21 de diciembre | Fenerbahçe | 3 - 0 | Sollys Osasco | 25-23 | 25-22 | 25-17 | —     | —     | 75-62 |

## Posiciones finales
| Pos. | Equipo        |
| ---- | ------------- |
|      | Fenerbahçe    |
|      | Sollys Osasco |
|      | Bergamo       |
| 4.°  | Mirador       |
| 5.°  | Federbrau     |
| 5.°  | Kenya Prisons |

| Campeón Mundial de Clubes |
| ------------------------- |
| Fenerbahçe Primer título  |

## Premios

### Equipos
- Campeón: 200 000 US$[2]
- Subampeón: 140 000 US$
- Tercero: 90 000 US$
- Cuarto: 60 000 US$
- Quintos: 30 000 US$

### Jugadoras
- Jugadora más valiosa:

 Katarzyna Skowrońska-Dolata (Fenerbahçe).